# Anticoma behringiana
Anticoma behringiana is een rondwormensoort uit de familie van de Anticomidae. De wetenschappelijke naam van de soort is voor het eerst geldig gepubliceerd in 1976 door Platonova & Galtsova.